# Выборы мэра Антальи 2024 года
Выборы мэра состоялись в турецкой провинции Анталья в рамках общенациональных местных выборов 31 марта 2024 года. Было избрано 20 мэров: по 19 от каждого района Антальи и один от столичного муниципалитета Антальи.
Действующий мэр столичного муниципалитета Мухиттин Бёчек сохранил свою должность, получив относительное большинство голосов.